# Fatos Beja
Fatos Beja (fatɔs bɛja; Vlora, 1948. november 29. –) albán politikus, nyelvész, 2008–2009-ben Albánia oktatásügyi és tudományos minisztere.

## Életútja
A délnyugat-albániai Vlora városában született. 1966-tól 1970-ig a Tiranai Egyetem bölcsészettudományi karának nyelvészhallgatója volt, majd 1971-től 1982-ig az Albán Távirati Ügynökség alkalmazásában dolgozott fordítóként és hírszerkesztőként. 1982-től 1984-ig az Iliria (’Illíria’) című központi régészeti folyóirat szerkesztését végezte, 1984-től 1992-ig pedig az Albán Tudományos Akadémia Nyelvészeti és Irodalmi Intézetének tudományos munkatársa volt. Mindezzel párhuzamosan 1978-tól 1991-ig külső óraadóként oktatott a Tiranai Egyetemen. 1991-ben Budapesten, majd 1995-ben Bécsben nemzetközi emberi jogi, 1993-ban Washingtonban kisebbségpolitikai továbbképzésen vett részt, emellett vizuálismédia-programokban is részt vett (Prága, 1991; Párizs, 1996).
A rendszerváltást követően 1992-től 1997-ig Sali Berisha köztársasági elnök diplomáciai tanácsadójaként tevékenykedett. Először 1996–1997-ben, majd 2001-től 2013-ig az Albán Demokrata Párt (ADP) színeiben az albán nemzetgyűlés képviselői csoportjában politizált. 1999-től 2001-ig a parlament állandó jogi, közigazgatási és emberi jogi bizottságának alelnöke, 2005-től 2008-ig elnöke volt, 2009 és 2013 között pedig a külügyi bizottság munkáját vezette. 1997 és 2005 között az ADP elnökségének tagja, 1997 és 1999 között szervezőtitkára, 1999 és 2001 között kampányfőnöke és toborzási titkára volt. 2005-től 2008-ig az albán nemzetgyűlés alelnöki tisztét látta el. Sali Berisha kormányában 2008. július 28-a és 2009. szeptember 8-a között Beja irányította az oktatásügyi és tudományos tárcákat. Az 1945-ös bari mészárlás körülményeit kivizsgáló nemzetgyűlési bizottság elnökeként a feltárt adatokat és eredményeket könyvben is közreadta.

## Főbb művei
- Violeta Havari – Fatos Beja: Cours de traduction. Tiranë: (kiadó nélkül). 1989.   164 o.
- Fatos Beja: Krim lufte në Tivar: Raport për Komisionin Parlamentar (’A bari háborús bűnök: A parlamenti bizottság beszámolója’). Tiranë: Klean. 2013.   186 o.